# Spallanzania rectistylum
Spallanzania rectistylum là một loài ruồi trong họ Tachinidae.